# Công trình thủy lợi Cái Lớn – Cái Bé
Công trình thủy lợi Cái Lớn – Cái Bé hay Cống Cái Lớn – Cái Bé là công trình thủy lợi gồm hai cống ngăn mặn, một cống trên sông Cái Lớn và một cống trên sông Cái Bé tại huyện Châu Thành và huyện An Biên thuộc tỉnh Kiên Giang, Việt Nam. Đây là công trình thủy lợi lớn nhất Việt Nam hiện nay về quy mô, khẩu độ thông nước, có nhiệm vụ kiểm soát nguồn nước mặn, nước ngọt và nước lợ tạo điều kiện sản xuất cho các mô hình sản xuất theo hệ sinh thái cho vùng hưởng lợi với diện tích tự nhiên 384.120 ha thuộc các tỉnh Kiên Giang, Hậu Giang, Sóc Trăng, Bạc Liêu, Cà Mau. Công trình thường được báo chí Việt Nam gọi tên là "siêu cống" và do người Việt Nam thiết kế, thi công và quản lý.

## Quy mô
Công trình thủy lợi Cái Lớn – Cái Bé được khởi công từ tháng 10 năm 2019 do chủ đầu tư là Ban Quản lý đầu tư và xây dựng công trình thủy lợi 10, thuộc Bộ Nông nghiệp và Phát triển nông thôn Việt Nam. Công trình có tổng mức đầu tư của dự án hơn 3.309 tỉ đồng bằng nguồn vốn trái phiếu chính phủ.

### Quá trình xây dựng
Ngày 20 tháng 10 năm 2019, Công trình được khởi công trong bối cảnh Đại dịch COVID-19 hoành hành cùng khó khăn về thời tiết.
Sau 24 tháng thi công xuyên dịch, công trình này đã hoàn thành giai đoạn 1 trước thời hạn. Công trình đã thi công trong mô hình thích ứng với dịch, công nhân phải hạn chế đi lại nên công việc ở công trường vì thế mà luôn được xuyên suốt, tập trung do đó tiến độ công trình được rút ngắn. Dù bị nhiều tác động nhưng dự án đã hoàn thành trước 2 tháng so với cam kết lúc đầu nên không bị ảnh hưởng bởi phần trượt giá của vật liệu xây dựng của thị trường.

### Hoạt động
Ngày 20 tháng 1 năm 2022, Ban Quản lý Đầu tư và Xây dựng Thủy lợi 10 ký bàn giao toàn bộ công trình dự án hệ thống thủy lợi giai đoạn 1 cho Công ty Khai thác Thủy lợi Dầu Tiếng - Phước Hòa, đưa vào vận hành khai thác hoạt động.
Ngày 5 tháng 3 năm 2022, lễ khánh thành Hệ thống thủy lợi Cái Lớn – Cái Bé giai đoạn 1 được diễn ra. Thủ tướng Việt Nam Phạm Minh Chính và Bộ trưởng Bộ Nông nghiệp và Phát triển nông thôn Lê Minh Hoan khánh thành công trình.
Sau khi hoàn thành thử nghiệm giai đoạn 1 thành công thì một số địa phương trong vùng Tây Sông Hậu đã có kiến nghị chính phủ triển khai tiếp giai đoạn 2 của dự án nhằm ngăn xâm nhập mặn cho vùng Đồng bằng sông Cửu Long.

## Lợi ích dự kiến
Theo thiết kế, công trình này sẽ kết hợp với tuyến đê biển tạo thành cụm công trình chủ động ứng phó với biến đổi khí hậu và giảm thiệt hại do thiên tai vào mùa khô cho các mô hình sản xuất trong vùng. Đồng thời dự án cung cấp nước ngọt trong mùa mưa cho vùng, tạo điều kiện thúc đẩy phát triển kinh tế xã hội trong khu vực. Dự án còn được cho là sẽ giải quyết mâu thuẫn giữa vùng nuôi trồng thủy sản ven biển và vùng sản xuất nông nghiệp của các tỉnh Kiên Giang, Hậu Giang, Bạc Liêu và phát triển thủy sản ven biển của tỉnh Kiên Giang.
Theo đánh giá của trung tâm khuyến nông tỉnh Kiên Giang, dự án sẽ tạo thành công cho 26 điểm mô hình trình diễn theo hướng các yêu cầu của tiêu chuẩn Việt Nam và quốc tế của VietGAP, Global GAP, Ogranic. Công trình giúp giảm từ 10-15% chi phí sản xuất, tăng 20% hiệu quả kinh tế. Bên cạnh đó, công trình còn có kiến trúc đẹp và độc đáo đã trở thành địa điểm tham quan du lịch cho toàn khu vực.
Theo UBND tỉnh Kiên Giang, việc vận hành đóng cống Cái Bé đã giúp riêng huyện Châu Thành giảm đắp đập tạm trên 10 đập, huyện Giồng Riềng và Gò Quao trên 126 đập tạm, góp phần bảo vệ vùng sản xuất, ổn định nguồn nước, giảm ô nhiễm môi trường.

Ngoài ra theo thống kê, hằng năm tỉnh Kiên Giang bị thiệt hại hơn 100 tỷ đồng do thiên tai. Như mùa khô năm 2015 - 2016 đã ảnh hưởng nghiêm trọng đến toàn bộ khu vực bán đảo Cà Mau. Kinh phí hỗ trợ thiệt hại cho người dân tại Kiên Giang hơn 463 tỷ đồng và phí cho tu bổ các đập và trạm là 15-20 tỷ đồng. Nhưng từ tháng 2 năm 2021, khi một hợp phần dự án đưa vào vận hành đã bảo vệ cho 20.000 ha đất sản xuất của hai tỉnh Kiên Giang, Hậu Giang. Công trình đã giúp tỉnh Kiên Giang tiết kiệm hàng chục tỉ đồng nhờ không phải đắp hơn 130 đập 

## Phạm vi ảnh hưởng
Dự án có 196 hộ dân bị ảnh hưởng trực tiếp được đền bù.
Vùng chịu tác động của Công trình thủy lợi Cái Lớn – Cái Bé có diện tich 384.120 ha, gồm 346.241 ha đất sản xuất nông nghiệp, thủy sản của người dân thuộc 5 tỉnh: Kiên Giang, Hậu Giang, Bạc Liêu, Cà Mau và Sóc Trăng.

## Tác động đến môi trường
Công trình từng nhận nhiều ý kiến phản biện trái chiều do quy mô, tác động quá lớn. Nhiều lo ngại công trình sẽ tác động tiêu cực đến hệ sinh thái của miền tây. Sau nhiều cuộc hội thảo và đánh giá giữa mặt lợi và mặt hại cũng như tiếp nhận các ý kiến đóng góp; đồng thời tuân theo "Nghị quyết 120 của Chính phủ" về phát triển bền vững Đồng bằng sông Cửu Long được chính phủ phê duyệt có dự án này, nên Công trình thủy lợi Cái Lớn – Cái Bé được Bộ Nông nghiệp và Phát triển nông thôn phê duyệt và khởi công xây dựng. Đồng thời theo "Nghị quyết 120 của Chính phủ" về phát triển bền vững Đồng bằng sông Cửu Long nên Công trình thủy lợi Cái Lớn – Cái Bé được hình thành.